# Rífáʿa Ráfiʿ at-Tahtáwí
Rifáʿa Ráfiʿ at-Tahtáwí (1801–1873) byl egyptský učenec, spisovatel, učitel, překladatel a egyptolog. Byl jedním z prvních egyptských učenců, kteří psali o západních kulturách ve snaze dosáhnout smíření a porozumění mezi islámskou a křesťanskou civilizací. V roce 1835 založil jazykovou školu a měl vliv na vývoj vědy, práva, literatury a egyptologie v Egyptě 19. století. Jeho práce ovlivnila práci mnoha pozdějších učenců včetně Muhammada Abda.